# بالأمس (فلم)
بالأمس هو فيلم قصير بحريني بطولة فهد مندي،شيماء جناحي,عبد الله سويد وبروين ويستعرض الفيلم من تشييع جنازة الشاب خليل، الذي فارق الحياة وهو ما زال في ريعان شبابه. وعبر مسيرة التشييع يتم استرجاع موجز لحياته القصيرة التي عاشها بين حبه للسينما وأحلامه بصناعة الأفلام، ومعاناته بين عمله البسيط كميكانيكي سيارات، يحلم بالسفر لدراسة السينما. ويكشف الفيلم طبيعة هذه الشخصية وجوانب من علاقاتها الإنسانية في علاقته بأمه وحبيبته وصديقه. وتشكل الكاميرا التي لا تفارقه دائما العين التي يرى بها حياته القصيرة ويسعى من خلالها لالتقاط معنى الحياة والموت الذي يمر به في لحظاته الأخيرة، حتى إننا نراه يصور جنازته، في خطاب مجازي حول رغبته باقتحام عالم السينما الفنتازي في رؤية ما جرى وما يجري له في هذه اللحظات الأخيرة. ويسعى الفيلم لكشف هذين العالمين عبر تصوير تسجيلي لموته، ومن خلال ما يقوم هو بتصويره، سواء لجنازته أو لتصوير وكشف علاقاته الطيبة مع الآخرين.

## روابط خارجية
- بالأمس على موقع قاعدة بيانات الأفلام العربية